# Super Mario Land
Super Mario Land – jedna z pierwszych gier na konsolę Game Boy, wydana w 1989 roku. Pierwszy egzemplarz gry został sprzedany w Japonii 21 kwietnia 1989 roku.
Bohaterem gry jest hydraulik Mario. Ma za zadanie odnaleźć Księżniczkę Daisy (w jęz. ang. Princess Daisy). Gdy dotrze do pierwszego, drugiego lub trzeciego zamku, zamienia się ona w potwora. Po pokonaniu Tatangi (bossa w ostatnim, czwartym świecie) zostaje ona na zawsze w zwykłej postaci. Gra dzieli się na cztery światy:
- Świat 1 – Birabuto Kingdom
- Świat 2 – Muda Kingdom
- Świat 3 – Easton Kingdom
- Świat 4 – Chai Kingdom

Świat pierwszy ma najniższy stopień trudności. Tło jest podobne do egipskich piramid. Bossem na tym świecie jest King Totomesu. Jest to lew, który zieje ogniem.
Drugi świat jest nieco trudniejszy, przypomina wodne miasto pokroju legendarnej Atlantydy. Na tym świecie rządzi Dragonzamazu. To wielki konik morski, który strzela ognistymi kulkami. 
Trzeci świat jest zdecydowanie trudniejszy do przejścia. Tło jest podobne do Wyspy Wielkanocnej. Królem jest Hiyoihoi. Wygląda jak głowa jednego z pomników na tej wyspie. 
Ostatni, czwarty świat jest najtrudniejszym światem. Przypomina widoki z Dalekiego Wschodu. Pierwszy boss – Biokinton, po nim ostatni boss w grze – Tatanga the Mysterious Spaceman. Po pokonaniu Tatangi następuje zakończenie i otrzymujemy możliwość gry w Hard Mode. W Hard Mode zaszło parę zmian – niektórzy wrogowie występują w innych poziomach, wrogów jest więcej niż poprzednio. Po przejściu Hard Mode możemy wybrać poziom.
Muzyka do gry została skomponowana przez Hirokazu „Hip” Tanaka.